# Девятайкин, Андрей Васильевич
Андрей Васильевич Девятайкин (родился 24 декабря 1974 в Челябинске, СССР) — российский боксёр-профессионал, выступающий в лёгкой (Lightweight) весовой категории. Финалист любительского чемпионата мира среди военнослужащих 1998 года. Чемпион России в весе до 61,5 кг.
Закончил Академию физкультуры в 1996, тренер-преподаватель. Наилучшая позиция в мировом рейтинге: 247-й.
22 июня 2006 года в бою против Армана Саргсяна не смог отстоять титулы чемпиона России и чемпиона СНГ и славянских стран, проиграв в 10-м раунде техническим нокаутом.